# Celso Salim
Celso Salim é um guitarrista brasiliense de blues.
Em 2015, foi indicado e venceu em duas categorias da premiação "Independent Music Awards", dos EUA.

## Discografia
- 2001 - Lucky Boy
- 2003 - Going Out Tonight
- 2007 - Big City Blues
- 2011 - Diggin' The Blues
- 2014 - To The End Of Time

## Prêmios e Indicações
| Ano  | Prêmio                         | Categoria                            | Trabalho                      | Resultado | Ref.  |
| ---- | ------------------------------ | ------------------------------------ | ----------------------------- | --------- | ----- |
| 2015 | Independent Music Awards (IMA) | Melhor Álbum de Blues (Juri Popular) | Álbum "To the End of Time"    | Venceu    | [ 3 ] |
| 2015 | Independent Music Awards (IMA) | Jazz com Vocais (Juri Popular)       | Música "Leave It to the Moon" | Venceu    | [ 3 ] |